# Bureau of Alcohol, Tobacco, Firearms and Explosives
Il federal bureau of Alcohol, Tobacco, Firearms and Explosives (BATFE, chiamato comunemente ATF) è un'agenzia governativa del Dipartimento della Giustizia Statunitense responsabile per la prevenzione del crimine legato all'alcool, al tabacco, alle armi da fuoco e agli esplosivi.
L'ATF è a capo delle regolamentazioni sulla vendita e il possesso di armi e munizioni su suolo statunitense e della prevenzione di incendi dolosi su scala nazionale. Collabora con diverse law enforcement agencies a livello statale e locale per la prevenzione del crimine organizzato riguardante uno dei suoi campi di competenza.
Nel 2021 l'ATF impiega circa 5.285 impiegati e ha un budget di 1.5 miliardi di dollari.

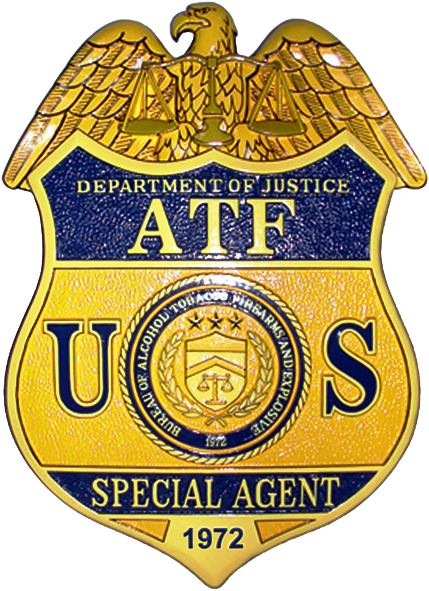
Distintivo dell'ATF

## Competenze
È preposta a indagare sui reati federali relativi all'uso, alla fabbricazione e al possesso di armi da fuoco ed esplosivi, nonché su incendi dolosi, attentati dinamitardi, e sul traffico illegale di alcolici e tabacchi. Essa regola attraverso la concessione di licenze la vendita, il possesso e il trasporto di armi da fuoco, munizioni ed esplosivi nel commercio interstatale (cioè tra stati membri degli Stati Uniti d'America).

## Attività
Molte delle attività dell'ATF sono condotte in collaborazione con task forces composte da agenti appartenenti a forze di polizia statali e locali, come Project Safe Neighborhoods. L'ATF gestisce un laboratorio di indagini sugli incendi dolosi unico nel suo genere, sito nel Maryland, in cui vengono costruiti modelli a grandezza naturale degli incendi dolosi.